# Mazowiecki Ośrodek Geograficzny
Mazowiecki Ośrodek Geograficzny (dawniej Mazowieckie Obserwatorium Geograficzne) - terenowa placówka naukowo-dydaktyczna Wydziału Geografii i Studiów Regionalnych Uniwersytetu Warszawskiego znajdująca się w Murzynowie.

## Historia
Ośrodek pod nazwą Stacja Terenowa IG UW w Murzynowie k. Płocka został utworzony z inicjatywy Wincentego Okołowicza w roku 1974. Pięć lat później Stację Terenową przemianowano w Mazowieckie Obserwatorium Geograficzne.

## Zadania
Podstawowym celem istnienia placówki było prowadzenie pomiarów i badań hydrometeorologicznych w rejonie spiętrzenia na Wiśle pod Włocławkiem. Szczególną uwagę koncentrowano na badaniu parowania terenowego, opadu rzeczywistego oraz bilansu promieniowania. Na przestrzeni lat działalności ośrodka prowadzone były badania z zakresu: meteorologii, klimatologii, hydrologii, geochemii, sozologii, geomorfologii i geografii kulturowej.
Obserwatorium jest istotnym elementem organizacji nauki i dydaktyki Wydziału. W ośrodku odbywają się ćwiczenia terenowe z zakresu hydrologii i geomorfologii, seminaria i wykłady z ochrony środowiska oraz zajęcia dla specjalizacji, zwłaszcza fizycznogeograficznych.

## Wyposażenie
Ośrodek dysponuje własną bazą noclegową mogącą pomieścić 40 osób, kuchnią wraz z jadalnią, sanitariatami. Na terenie obiektu znajdują się również 2 sale wykładowe (z 40 i 60 miejscami), laboratorium oraz posterunek meteorologiczny. Ośrodek posiada własny sprzęt do prowadzenia badań terenowych.